# Suchoi S-37
Die Suchoi S-37 (russisch Сухой С-37) war ein Projekt für ein einstrahliges Mehrzweckkampfflugzeug auf Basis der Su-27. Der Zusammenbruch der Sowjetunion verhinderte die Realisierung.
Die Bezeichnung Suchoi S-37 wurde später auch noch für die Su-47 Berkut verwendet.

## Beschreibung
Die Entwicklung der S-37 begann vermutlich in den späten 1980er Jahren, nachdem die einmotorige Variante der MiG-29 gescheitert war (Projekt R-33). Da große Teile der sowjetischen Luftstreitkräfte immer noch mit MiG-21 und MiG-23 ausgerüstet waren, bestand Ersatzbedarf. Die neuesten Kampfflugzeuge, die damals zur Verfügung standen, waren die MiG-29 und die Su-27. Da beide Modelle zu teuer waren, um sie in den benötigten Stückzahlen zu produzieren, schlug Suchoi eine einmotorige Variante der Su-27 vor. Die S-37 sollte das damals noch in der frühen Konzeptionsphase befindliche Triebwerk AL-41F verwenden, das später bei der MiG 1.44 eingesetzt wurde. Im Vergleich zur Su-27 wies die S-37 deutlich verkürzte Abmessungen auf, wobei große Teile der Tragflächen neu entworfen wurden. Gleichzeitig griff man auf Canards und ein einfaches Seitenleitwerk zurück. Mit dem Zusammenbruch der Sowjetunion wurde die S-37 aufgegeben. Überlegungen, die Maschine noch für den Exportmarkt fertigzustellen, scheiterten an der Finanzierung.

## Technische Daten
| Kenngröße                 | Daten                                          |
| ------------------------- | ---------------------------------------------- |
| Länge:                    | 17,50 m                                        |
| Spannweite:               | 11,80 m                                        |
| Flügelfläche              | 50 m²                                          |
| Flügelstreckung:          | 2,78                                           |
| Tragflächenbelastung:     | 265 kg/m² (bei maximalem Startgewicht)         |
| Maximales Startgewicht:   | 25.000 kg                                      |
| Höchstgeschwindigkeit:    | Mach 1,5 (auf optimaler Höhe)                  |
| Dienstgipfelhöhe:         | 17.000 m                                       |
| Reichweite:               | ca. 1.500 km                                   |
| Besatzung:                | 1 Pilot                                        |
| Bewaffnung:               | ca. 8.000 kg externe Waffenlast                |
| Triebwerk:                | Ein Saturn/Ljulka AL-41F-Mantelstromtriebwerke |
| Schubkraft:               | 178,45 kN (mit Nachbrenner)                    |
| Schub-Gewicht-Verhältnis: | 0,73 (bei maximalem Startgewicht)              |